# Wolfgang Büchner

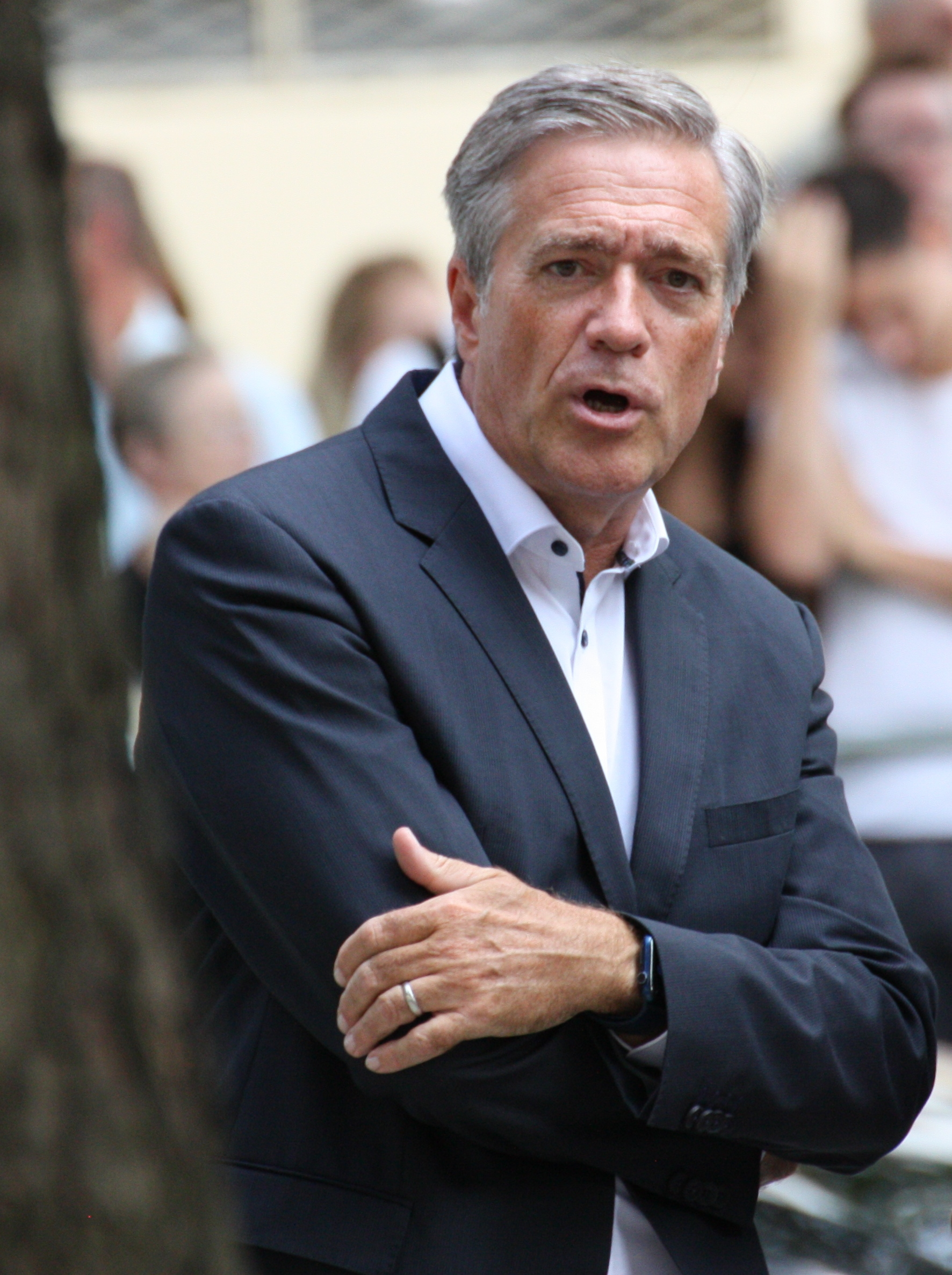
Wolfgang Büchner (2023)

Wolfgang Büchner (* 23. Juli 1966 in Speyer) ist ein deutscher Journalist und Medienmanager. Er war von 2021 bis 2025 stellvertretender Sprecher im Presse- und Informationsamt der Bundesregierung.
Er war von September 2013 bis Dezember 2014 Chefredakteur des Nachrichtenmagazins Der Spiegel in der Funktion als Change-Manager, um hausintern eine stärkere Verzahnung von Print und Online umzusetzen. Zuvor war er Chefredakteur der Deutschen Presse Agentur (dpa) und davor Co-Chefredakteur des Nachrichtenportals Spiegel Online (2008–2009). Zwischen Juli 2015 und Oktober 2016 war er Geschäftsführer der Schweizer Blick-Gruppe des Ringier-Konzerns. Am 1. Januar 2017 wurde er Chief Content Officer bei der Madsack Mediengruppe sowie Chefredakteur und Geschäftsführer von deren Gemeinschaftsredaktion, dem RedaktionsNetzwerk Deutschland (RND). Zum 1. Januar 2019 übernahm Marco Fenske die Chefredaktion des RedaktionsNetzwerks Deutschland, Büchner wurde Entwicklungs-Chefredakteur des RND. Am 15. März 2019 teilte die Madsack Mediengruppe mit, dass Büchner das Unternehmen verlässt. Die Geschäftsführung des RND haben Fenske und Hannah Suppa, die bisherige Chefredakteurin der Märkischen Allgemeinen Zeitung, übernommen. Vom 1. April 2021 bis Dezember 2021 war er leitender Berater (Senior Advisor) bei der Kommunikationsberatung MSL Group. Von 2021 bis 2025 ist Büchner Stellvertretender Sprecher der Bundesregierung und stellvertretender Leiter des Presse- und Informationsamtes der Bundesregierung.

## Leben

### Privates und Ausbildung
Der Sohn eines Bäckermeisters und einer Verwaltungsangestellten war bereits mit 16 Jahren als freier Mitarbeiter der Speyerer Tagespost tätig. Das Abitur absolvierte er 1986 am Hans-Purrmann-Gymnasium in Speyer. Von 1986 bis 1988 absolvierte er Zivildienst bei der Ökumenischen Sozialstation in Speyer. Zum Redakteur wurde er in München als Stipendiat des – im Auftrag der Deutschen Bischofskonferenz gegründeten – Instituts zur Förderung publizistischen Nachwuchses ausgebildet. Er studierte Politikwissenschaft an der Ruprecht-Karls-Universität Heidelberg und der Universität Hamburg, brach das Studium jedoch zur Fortsetzung seiner beruflichen Karriere ab. Büchner ist verheiratet und hat vier Kinder.

### Erste journalistische Tätigkeiten
Seine berufliche Tätigkeit begann er 1990 mit dem Aufbau der Neue Presse – Express in Halle (Saale), auch war er kurzzeitig für die Bildzeitung in Magdeburg tätig. Von 1992 bis 1995 als Redakteur für die Nachrichtenagentur Associated Press in Hamburg tätig, berichtete er von 1995 bis 1998 für Reuters in Bonn als Reporter über die SPD und die Verteidigungs- und Innenpolitik und leitete in Frankfurt am Main die Reuters-Nachrichtenproduktion im Bereich Märkte und Finanzen. 1999 wurde er Chef vom Dienst der im Aufbau befindlichen Financial Times Deutschland und wechselte im Juni 2001 als Geschäftsführender Redakteur zu Spiegel Online. Im Januar 2003 wurde er gemeinsam mit Rüdiger Ditz Stellvertreter des Chefredakteurs Mathias Müller von Blumencron. Gemeinsam mit Ditz folgte er Blumencron im Mai 2008 nach, nachdem Blumencron im Februar 2008 gemeinsam mit Georg Mascolo Chefredakteur des Magazins Der Spiegel geworden war. 2009 wechselte Büchner dann zur dpa, zunächst als stellvertretender Chefredakteur, um dort Wilm Herlyn zum 1. Januar 2010 zu ersetzen.

### Spiegel
Am 1. September 2013 wurde Büchner Chefredakteur von Spiegel und Spiegel Online. Zum 31. Dezember 2014 trennten sich Büchner und das Nachrichtenmagazin nach monatelangem, teils öffentlich ausgetragenem Machtkampf. Die internen Streitigkeiten bezogen sich sowohl auf das Projekt Spiegel 3.0 als auch auf journalistische Arbeitsweisen (so wurde von Redakteuren kritisiert, dass der – letztlich vom Deutschen Presserat gerügte – Spiegel-Titel Stoppt Putin jetzt im Sommer 2014 überhastet entstand).

### Blick-Gruppe
Am 1. Juli 2015 übernahm Büchner die Geschäftsführung der Schweizer Blick-Gruppe des Ringier-Konzerns. Er blieb bei der Blick-Gruppe bis Oktober 2016.

### Madsack Mediengruppe
Am 1. Januar 2017 wurde er Chief Content Officer bei der Madsack Mediengruppe in Hannover. In dieser Funktion sollte er die „digitale Transformation und Medienentwicklung“ des Unternehmens betreiben. Er wurde außerdem Geschäftsführer der Gemeinschaftsredaktion und Chefredakteur des RedaktionsNetzwerks Deutschland (RND), einem Tochterunternehmen, das Madsack-Medienprodukte mit Content beliefert. Durch die Dienstleistungen des RedaktionsNetzwerk Deutschland sparen sich Regionalzeitungen ihre Redaktion für die Mantelseiten, also den überregionalen Teil. Zum 1. Januar 2019 übernahm Marco Fenske die Chefredaktion des RedaktionsNetzwerks Deutschland, Büchner wurde Entwicklungs-Chefredakteur des RND. Am 15. März 2019 teilte die Madsack Mediengruppe mit, dass Büchner das Unternehmen verlässt. Die Geschäftsführung des RND haben Fenske und Hannah Suppa, die bisherige Chefredakteurin der Märkischen Allgemeinen Zeitung, übernommen.

### Stellvertretender Regierungssprecher
Im Februar 2021 bekannte sich Büchner zur FDP als seine politische Heimat und berät sie im Bereich der Kommunikation. Vom 1. April 2021 bis Dezember 2021 war er leitender Berater (Senior Advisor) bei der zur französischen Publicis-Gruppe gehörenden Kommunikationsberatung MSLGroup. Im Dezember 2021 wurde er auf Vorschlag der FDP zum stellvertretenden Regierungssprecher der Bundesregierung ernannt. Er verblieb jedoch auch nach dem Bruch der Ampelkoalition in Deutschland 2024 und dem Ausscheiden der FDP aus der Bundesregierung im November 2024 in seinem Amt als stellvertretender Regierungssprecher. Im Zuge der Bildung des Kabinetts Merz am 6. Mai 2025 schied er aus dem Amt aus.

### Mitgliedschaften
Büchner ist Mitglied im Kuratorium von Reporter ohne Grenzen (Stand: März 2015) und Sprecher der AG Premium Publishing im Arbeitskreis Digitale Medien beim Verband Deutscher Zeitschriftenverleger (VDZ).

## Kritik und Kontroversen
Schon vor seinem Antritt als Chefredakteur des Spiegel geriet er durch die Berufung von Nikolaus Blome zum stellvertretenden Chefredakteur und Leiter des Spiegel-Hauptstadtbüros in die Kritik. Büchner rechtfertigte die Aufnahme Blomes in einem Brief an die Leser im Spiegel und sagte darin zu, „dass sich die journalistische Haltung des 'Spiegel' nicht ändern wird“.
Das Digitalisierungskonzept „Spiegel 3.0“ von Wolfgang Büchner und dem Verlagsgeschäftsführer Ove Saffe, das einerseits Spiegel und Spiegel Online stärker aufeinander abstimmen und integrieren soll und andererseits eine Neuausschreibung aller Ressortleiterstellen und deren künftige gemeinsame Verantwortung für den Druck- und Online-Bereich vorsieht, stieß in den Reihen des Hauptgesellschafters Mitarbeiter-KG auf erheblichen Widerstand. 86 % der Spiegel-Redakteure forderten die Spiegel-Mitarbeiter KG auf, in der Gesellschafterversammlung gegen den Plan zu stimmen, während Spiegel online-Redakteure anregten, den Plan zu unterstützen. Die Versammlung befürwortete den Plan schließlich einstimmig, forderte Büchner und Saffe allerdings auf, das Konzept „in enger Zusammenarbeit mit den Redaktionen von ,Spiegel` und ,Spiegel Online`“ zu verwirklichen.

## Auszeichnungen
2010 wurde Büchner vom Medium Magazin in der Kategorie Chefredakteur des Jahres zum Journalisten des Jahres 2010 gewählt.

„Wolfgang Büchner ist es gelungen, der dpa neue Impulse zu geben: Er setzt Maßstäbe für Kommunikation und Transparenz, so beim offenen Umgang mit Fehlern. Er meisterte den Umzug in einen zukunftsweisenden Newsroom der größten deutschen Nachrichtenagentur. Dabei ist es ihm gelungen, das Team für seine Vorstellungen einer multimedialen, transparenten Agentur als Dienstleister zu motivieren.“

2012 wurde Büchner vom Medium Magazin erneut in der Kategorie Chefredakteur des Jahres zum Journalisten des Jahres gewählt.

„Er hat aus der dpa ein Unternehmen mit multimedialen Visionen und technologischen Innovationen gemacht, ohne den Markenkern anzutasten. Zugleich zeigte er beste Managerqualitäten, indem er den Dienstleistungsgedanken der Agentur nach innen wie außen neu definierte und sich als standfester und beharrlicher Kämpfer für Qualitätsjournalismus im Nachrichtensektor bewies. So hat er dpa fit gemacht auf einem hart umkämpften Markt und alte wie neue Kunden überzeugt.“